# Hubert Drouais

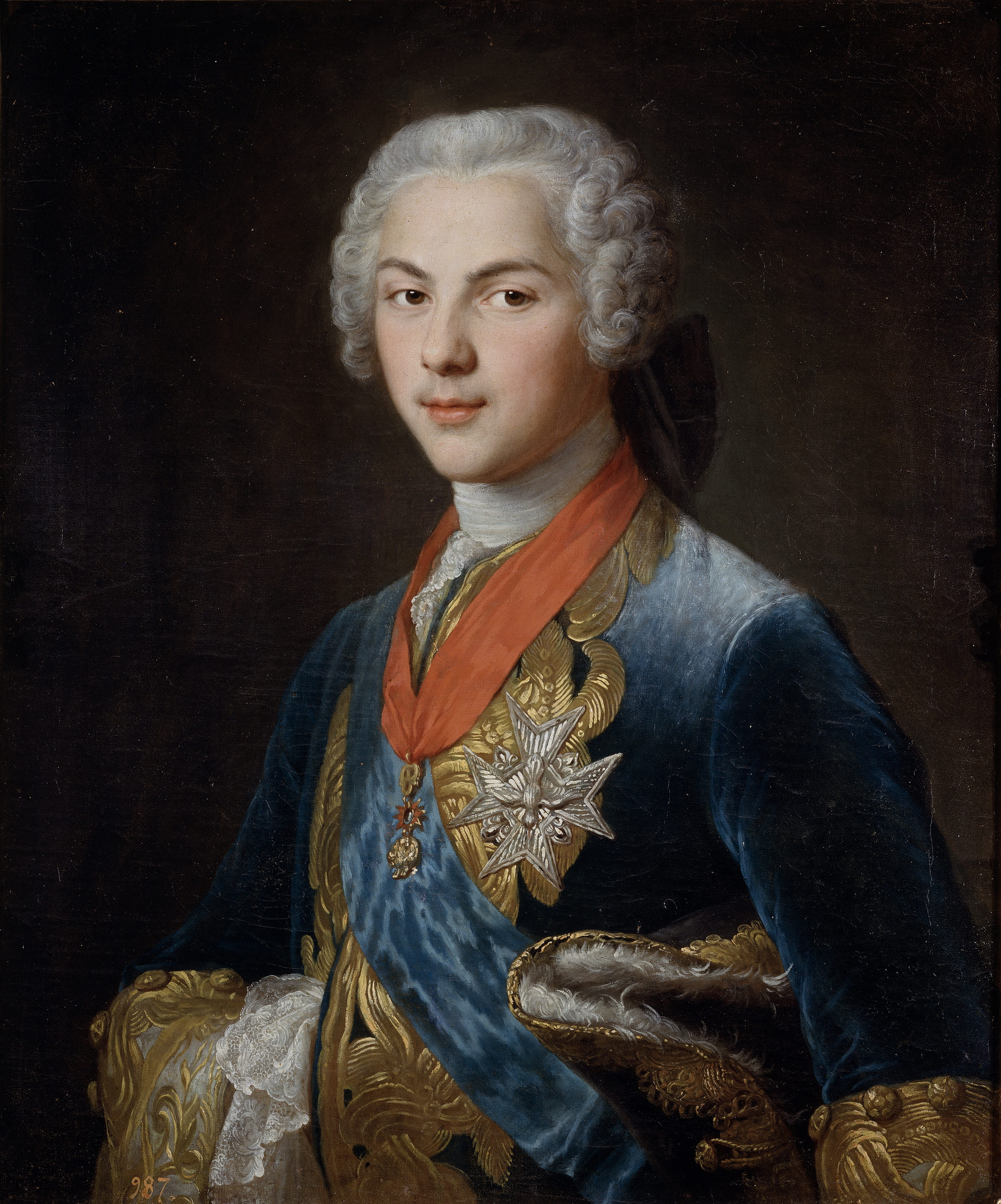
El delfín Luis de Borbón, hijo de Luis XV, óleo sobre lienzo, 68 x 75, Madrid, Museo del Prado.

Hubert Drouais (Pont-Audemer, 1699–París, 1767) fue un pintor y miniaturista francés, retratista al óleo y pastel.
Hijo de un modesto pintor, inició su formación artística en Ruan. Hacia 1718 se trasladó a París donde tuvo como maestro a Jean-François de Troy. Especializado en retratos y miniaturas, copió obras del maestro y trabajó para Jean-Baptiste van Loo, Jean-Baptiste Oudry y Jean-Marc Nattier. Casado en 1727 con Marguerite Lusurier, fue padre y primer maestro del también retratista François-Hubert Drouais, cuya fama acabaría eclipsando la del padre. En 1730 fue admitido en la Real Academia de Pintura y Escultura y participó con regularidad en las exposiciones del Salón
En sus elegantes retratos se manifiesta la formación de pastelista por su refinado tratamiento del color y el suave acabado, como se encuentra en el retrato del delfín Luis, hijo de Luis XV, remitido a la corte española con motivo de su futuro matrimonio con María Teresa Rafaela de Borbón, hija de Felipe V.